# Diapetimorpha amoena
Diapetimorpha amoena là một loài tò vò trong họ Ichneumonidae.